# Eousdryosaurus
Eousdryosaurus là một chi khủng long, được Escaso F. Ortega Dantas Malafaia B. Silva Gasulla Mocho Narváez & Sanz mô tả khoa học năm 2014.